# St. Anna (Nuttlar)

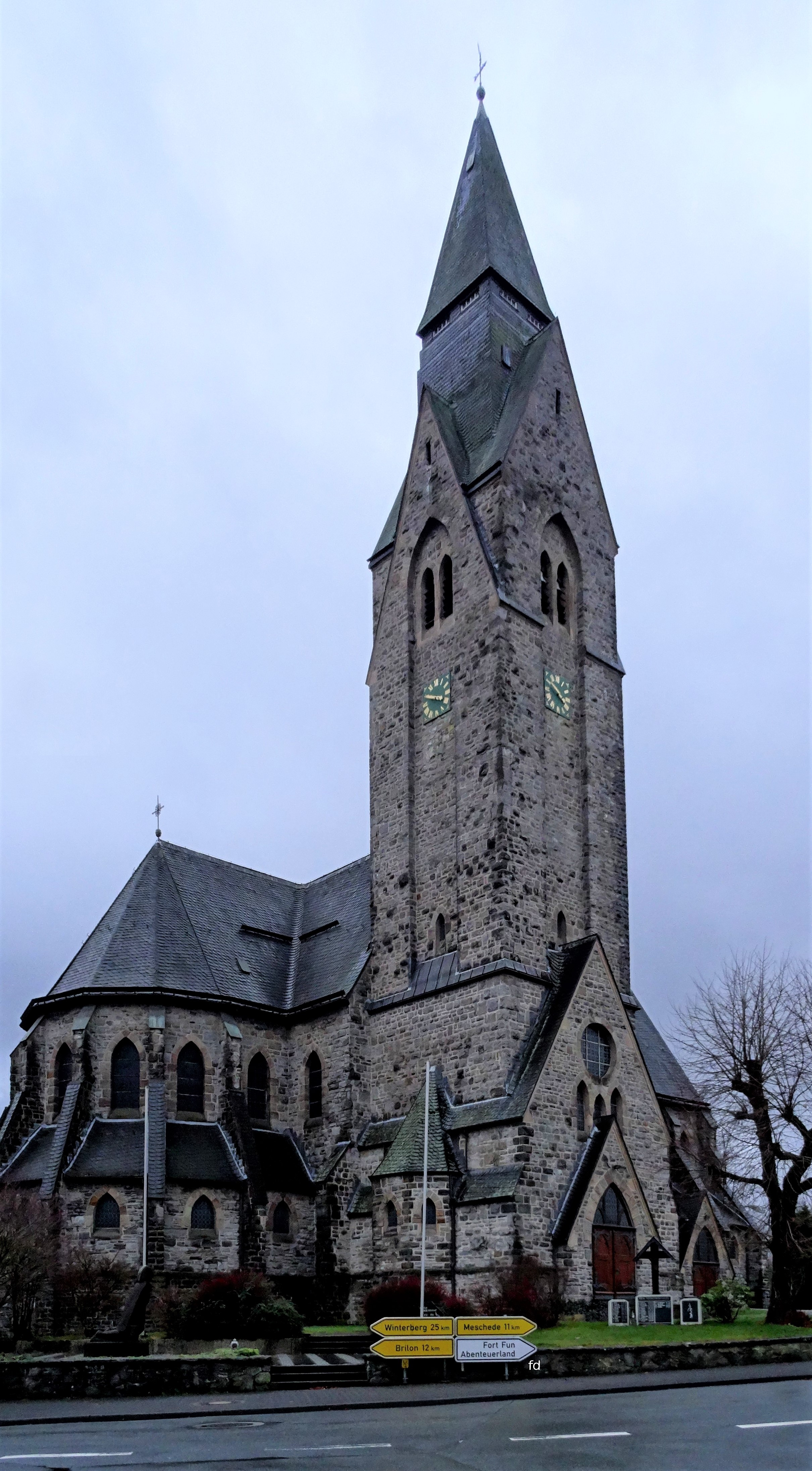
Nuttlar, St. Anna

Die römisch-katholische, denkmalgeschützte Pfarrkirche St. Anna steht in Nuttlar, einem Gemeindeteil der Gemeinde Bestwig im Hochsauerlandkreis von Nordrhein-Westfalen. Die Kirche gehört zum Pastoralen Raum Ruhr-Valmetal im Dekanat Hochsauerland-Mitte des Erzbistums Paderborn.

## Geschichte
Der Grundstein für die Basilika aus Bruchsteinen nach einem Entwurf des Architekten Maximilian Jagielski in neugotischen Formen wurde am 9. Juni 1912  gelegt. Nach der Benediktion (Segnung) am 8. Juni 1913 erfolgte die Konsekration (Weihe) durch Heinrich Haehling von Lanzenauer am 18. Juli 1914. 
Im Jahr 1983 wurde die Kirche St. Anna unter Denkmalschutz gestellt.

## Beschreibung
Zwischen dem Langhaus und dem Chor mit Fünfachtelschluss im Osten, der von Strebepfeilern gestützt wird, befindet sich ein Querschiff. An dessen Nordwand ist der 52 Meter hohe Kirchturm angebaut, der in seinem oberen Teil die Turmuhr und den Glockenstuhl beherbergt. Zwei der drei 1924 geweihten Kirchenglocken mussten im Zweiten Weltkrieg für die Rüstungsproduktion abgeliefert werden. Als Ersatz erhielt die Kirche schon im August 1948 zwei neue Glocken.
Der Innenraum ist mit steilen Gewölben überspannt. Zur Kirchenausstattung gehört ein um 1420 entstandenes Marienbildnis. Die Bleiglasfenster stammen von einem unbekannten Künstler aus dem Jahr 1920 (Hochfenster im Chor mit der Thematik der Sakramente) und von dem Glasmaler Jupp Gesing aus dem Jahr 1973, der für seine Werke Fragmente der Verglasung von 1920 verwendete.
Die Orgel mit 26 Registern, zwei Manualen und einem Pedal wurde 1929 von Anton Feith gebaut. 1983 erfolgte ein technischer Neubau unter Wiederverwendung einiger alter Register durch das Orgelbauunternehmen Westfälischer Orgelbau S. Sauer aus Höxter. 